# Ōmori Harutoyo

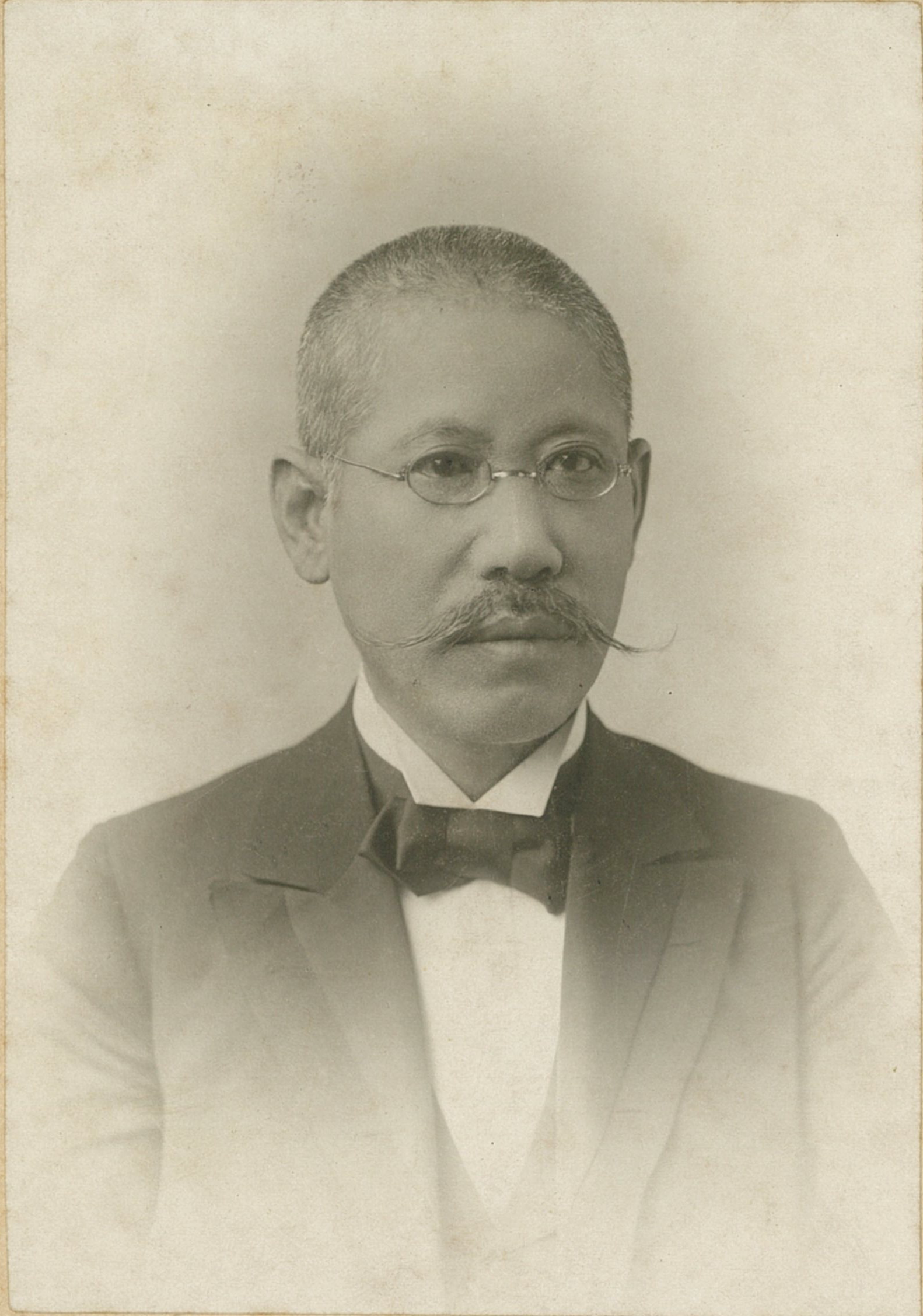
Ōmori Harutoyo. Aufnahme des Hoffotografen Oscar Roloff, Berlin 1898

Ōmori Harutoyo (jap. 大森 治豊; * 20. Dezember 1852 in Edo (Japan); † 19. Februar 1912 in Fukuoka) war ein japanischer Chirurg und Gründungspräsident der Hochschule für Medizin in Fukuoka (heute Fakultät für Medizin, Universität Kyūshū).

## Biographie
Ōmori wurde gegen Ende der Edo-Zeit als Sohn des Lehnsarztes Ōmori Kaishun (大森 快春) in Edo in der Niederlassung des Lehens Kaminoyama (上山藩), Provinz Dewa, geboren, wuchs aber in Dewa auf, wo sein Vater dem Lehnsherren Matsudaira Nobumichi diente. Zunächst besuchte er die lokale Lehnsschule Meishinkan (明新館). Nach der Meiji-Restauration wechselte er 1869 zur „Höheren Schule Süd“ (大学南校, Daigaku Nankō) in Tokio, die unter Guido Verbeck besonders die Fremdsprachenerziehung vorantrieb. Von dort wechselte er zur Medizinischen Hochschule Tokio, die kurz darauf in die Fakultät für Medizin der Universität Tokio umgewandelt wurde. Hier gehörte er zum ersten Jahrgang von insgesamt 21 Medizinstudenten, die vollständig nach westlichem Muster ausgebildet wurden. Auf seinem Abschlusszeugnis vom Oktober 1879 finden wir die Namen einer Reihe von Kontraktausländern (O-yatoi gaikokujin), die auf Einladung der Regierung die Grundlagen für die Modernisierung von Wissenschaft und Technik legten: den Militärarzt Dr. Emil August Wilhelm Schultze (1840–1924), den Internisten Dr. Erwin von Bälz (1849–1913), den Pharmakologen Dr. Alexander Langaard (1847–1917), den Physiologen Dr. Johann Ernst Tiegel (1849–1889) und den Anatomen Dr. Hans Paul Bernhard Gierke (1847–1886). Die Ausbildung durch diese ausländischen Lehrkräfte verschlang große Teile des Staatsetats, und auch ihre Schüler wurden mit erheblichen Summen als Pioniere in die Regionen gelockt.
Zum Zeitpunkt seines Studienabschlusses war Ōmori eigentlich für das Krankenhaus Saiseikan in Yamagata vorgesehen, doch entschloss er sich, dem großzügigeren Angebot aus Fukuoka zu folgen, wo er eine Stelle als Dozent an der neuen „Medizinischen Schule Fukuoka“ antrat. 1885 stieg er zu deren Präsident auf. Als die Schule Ende März 1888 aufgelöst wurde, ernannte man ihn zum Direktor des neuen Präfekturhospitals Fukuoka. Im Juni 1889 gründete er zur Fortbildung der Ärzte in der Präfektur Fukuoka die „Medizingesellschaft Dunkler Ozean“ (Genyō Ikai) und begann mit der monatlichen Herausgabe der Zeitschrift Kyōrin no shiori („Ärztliches Lesezeichen“). 1885 hatte er zusammen mit Ikeda Yōichi den ersten erfolgreichen Kaiserschnitt in Japan durchgeführt. und sich im Laufe der folgenden Jahre besonders mit Operationen im Abdominalbereich einen Ruf als begnadeter Chirurg erworben. Einem 1905 auf dem Jahreskongress der Chirurgen gegebenen Bericht zufolge hatte er es zu diesem Zeitpunkt auf mehr als 300 Magenkrebs-Operationen gebracht. 1889 erhielt er den Doktortitel. Anfang 1898 unternahm er eine Studienreise in die Vereinigten Staaten.
1903 wurde dank der Aktivitäten Ōmoris und mit starker finanzieller Unterstützung und Lobbyarbeit der lokalen Wirtschaft, Politik und Bevölkerung in Fukuoka eine Zweigschule der Medizinischen Fakultät der Kaiserlichen Universität Kyōto mit dem Namen „Medizinische Hochschule Fukuoka“ gegründet. Natürlich war es Ōmori, der das Amt des Präsidenten und Klinikdirektors übernahm und den Aufbau der chirurgischen Abteilung leitete. 1909 jedoch erlitt er eine Hirnblutung. Wenige Monate später zog er sich von der Leitung des Krankenhauses zurück. Im Dezember jenes Jahres schied er schließlich aus dem Universitätsdienst aus. Während der sieben Jahre an der Medizinischen Hochschule in Fukuoka hatte er sich große Verdienste um die Modernisierung der Chirurgie in Lehre und Praxis wie auch bei den Vorbereitungen zur Gründung der Kaiserlichen  Universität Kyūshū erworben. 1906 wurde ihm ein traditioneller Hofrang verliehen. 1909 folgte der Orden des Heiligen Schatzes (4. Klasse). 1910 ehrte ihn die Universität Kyūshū mit einem Denkmal. Anlässlich seines Todes wurde ihm der Orden der Aufgehenden Sonne (4. Klasse) verliehen.
Ōmori starb an einer Nierenstörung 1912 im 61. Lebensjahr und wurde nach Trauerfeierlichkeiten mit mehr als 2000 Teilnehmern in einer aufwendigen Grabstätte auf dem Friedhof des dem neben der Fakultät für Medizin gelegenen Sōfuku-Tempels beigesetzt. Am 27. August stiftete sein Adoptivsohn und Erbe Ōmori Hinoe (丙) aus der Hinterlassenschaft 500 Gold-Yen an die Universität zur Förderung medizinischer Studien.

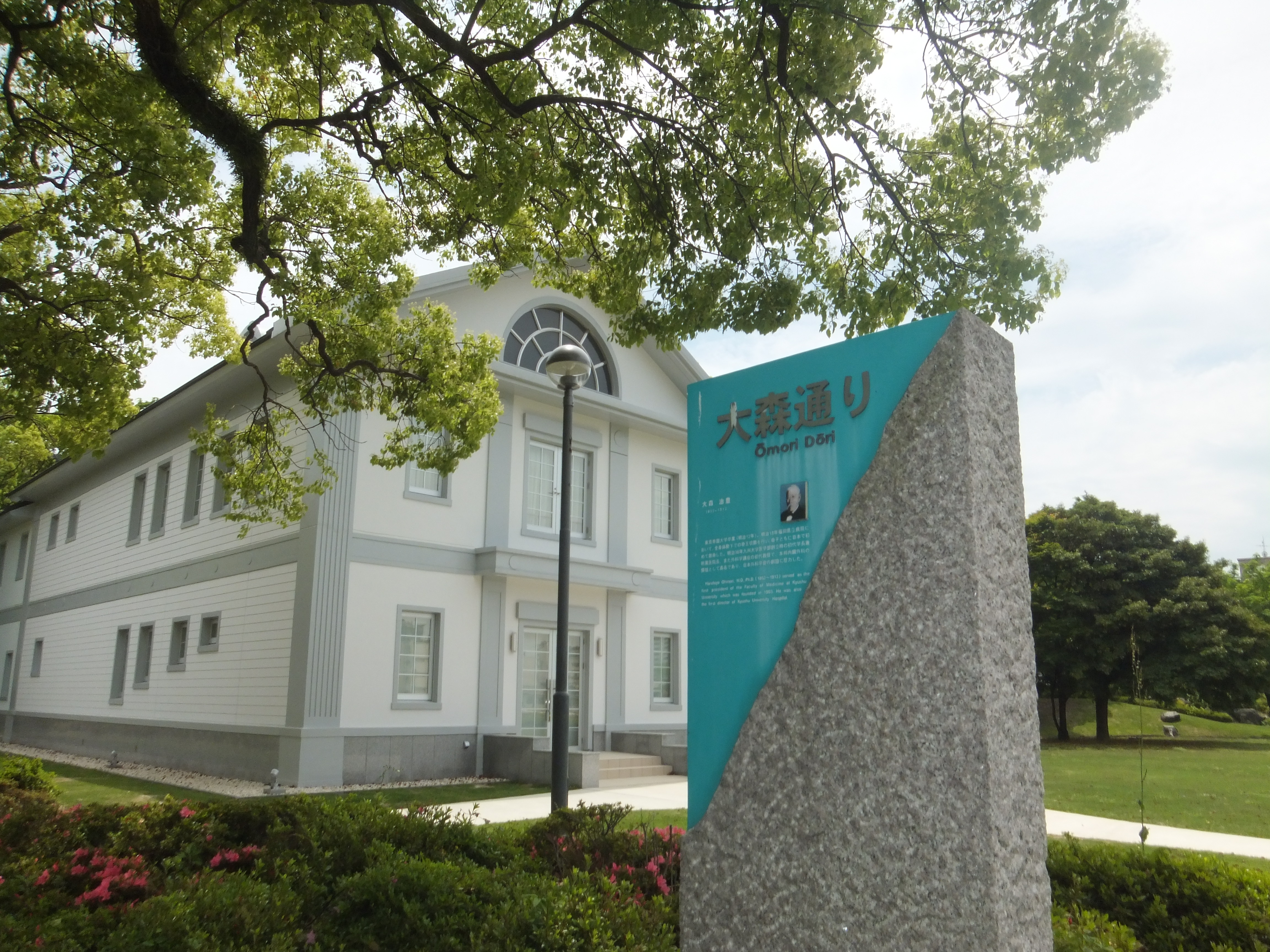
Gedenkstein an der Ōmori-Straße (Ōmori dōri) vor dem Medizinhistorischen Museum der Universität Kyūshū (Maidashi-Campus)
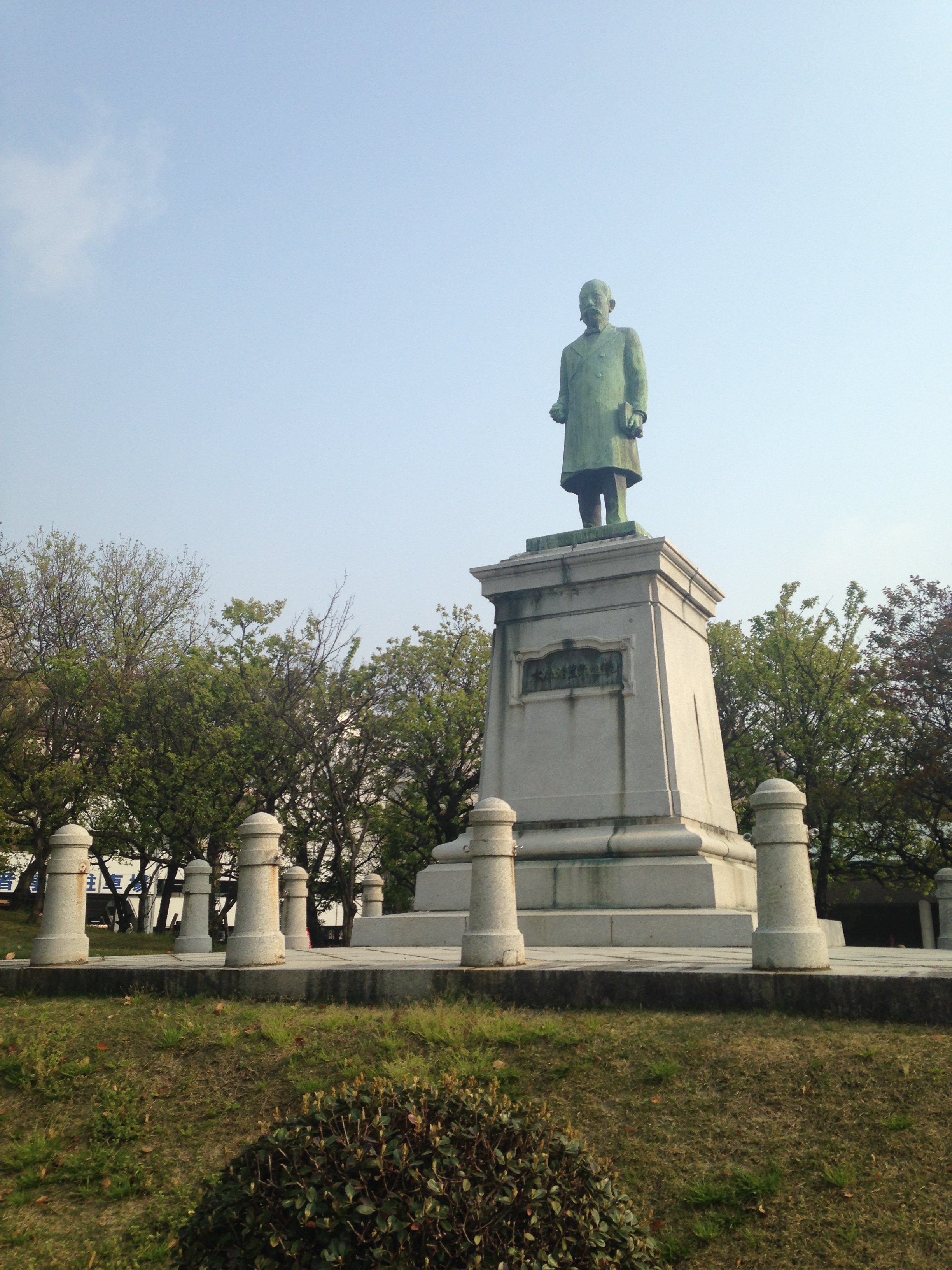
Statue von Ōmori in der Nähe des Universitätskrankenhauses
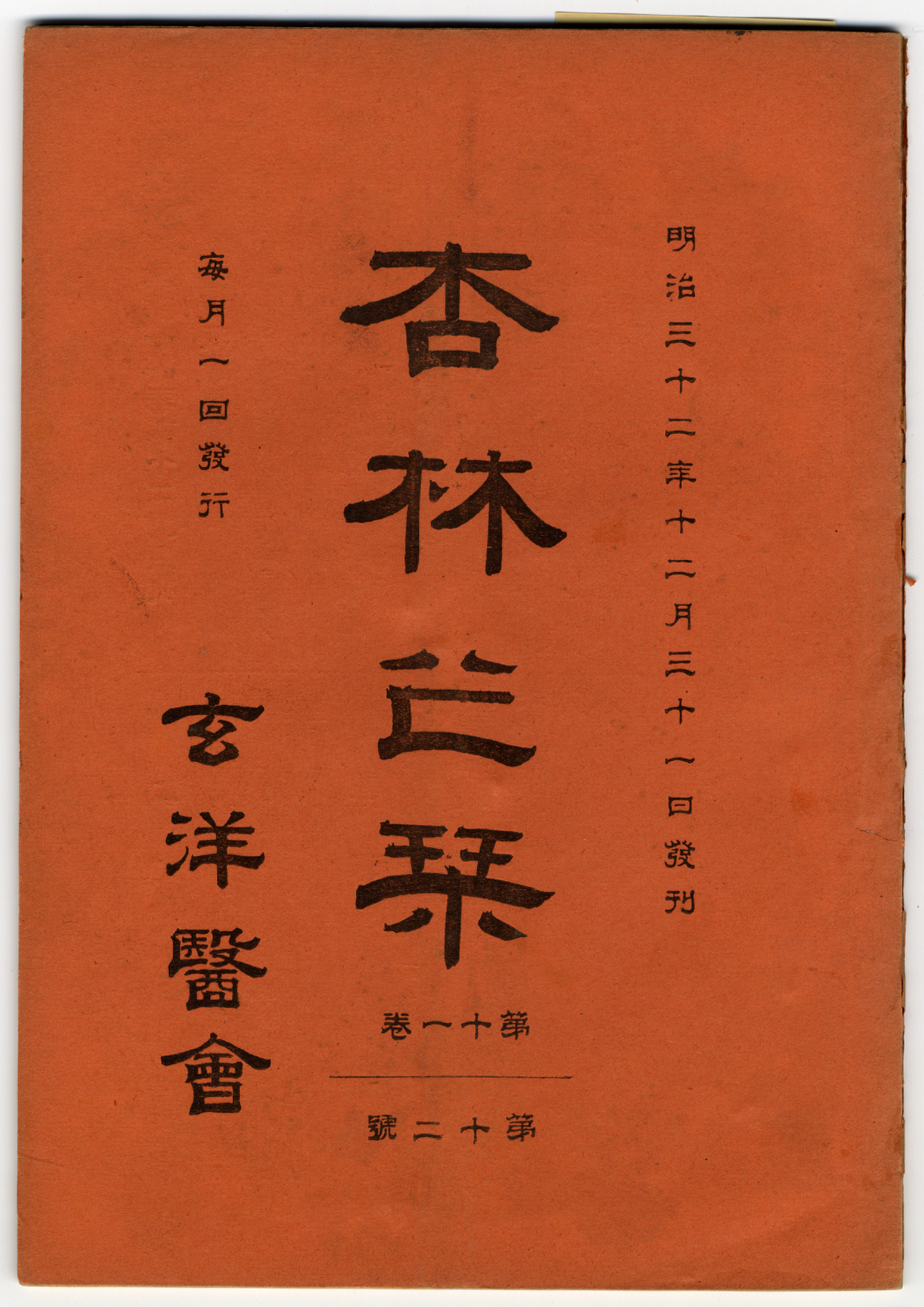
Kyōrin no shiori, Nr. 11/12, 1899
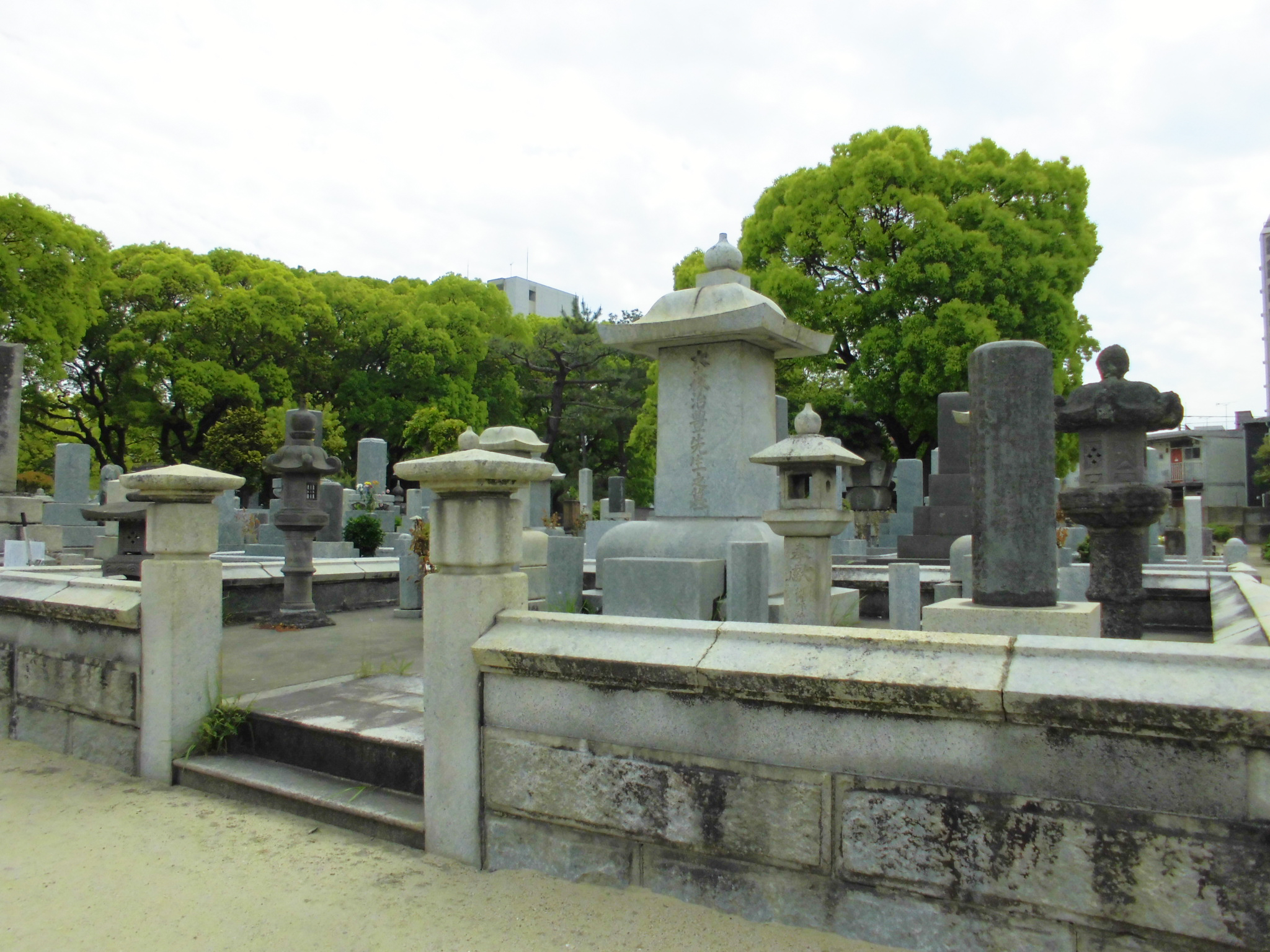
Grabstätte von Ōmori Harutoyo im Sōfuku-Tempel